# Mann gegen Mann
Mann gegen Mann är en singel av bandet Rammstein från albumet Rosenrot. Låten berör homosexualitet och hur det ses på i samhället. Detta märks tydligt i textraderna Meine Haut gehört den Herren (ungefärligt Min hud tillhör gentlemannen), Ich bin der Diener zweier Herren (ungefärligt Jag är tjänaren åt två härskare) och Mein Geschlecht schimpft mich Verräter. Ich bin der Alptraum aller Väter (ungefärligt Mitt kön kallar mig för förrädare. Jag är alla fäders värsta mardröm).

## Låtlista
1. "Mann gegen Mann" – 3:51
2. "Mann gegen Mann (Popular Music Mix)" (Remix av Vince Clarke) – 4:06
3. "Mann gegen Mann (Musensohn Remix)" (Remix av Sven Helbig) – 3:12
4. "Ich will" (Livevideo från Festival de Nîmes) – 4:02

### 2-spårs singel
1. "Mann gegen Mann" – 3:51
2. "Mann gegen Mann (Popular Music Mix)" (Remix av Vince Clarke) – 4:06

### 2-spårs singel (UK Edition)
1. "Mann gegen Mann" – 3:51
2. "Rosenrot (The Tweaker Remix)" (Remix av Chris Vrenna) – 4:34

### 12" Vinyl-singel
1. "Mann gegen Mann" – 3:51
2. "Rosenrot (3AM at Cosy Remix)" (Remix av Jagz Kooner) – 4:50

### Promo-utgåvor

#### 2-spårs singel
1. "Mann gegen Mann (Futurist Remix)" (Remix av Alec Empire) – 3:53
2. "Mann gegen Mann (Popular Music Mix)" (Remix av Vince Clarke) – 4:06

#### 12" Vinyl-singel
1. "Mann gegen Mann (Futurist Remix)" (Remix av Alec Empire) – 3:53
2. "Mann gegen Mann (Popular Music Mix)" (Remix av Vince Clarke) – 4:06